# Піщани (зупинний пункт)
Піща́ни — пасажирський залізничний зупинний пункт Львівської дирекції Львівської залізниці на електрифікованій лінії Стрий — Ходорів між станціями Стрий (9 км) та Ходовичі (3 км). Розташований поблизу села Піщани Стрийського району Львівської області.

## Пасажирське сполучення
На зупинному пункті Піщани зупиняються приміські електропоїзди сполученням Стрий — Самбір. 